# Сити-оф-Кентербери
Сити-оф-Кентербери (англ. City of Canterbury) — неметрополитенский район (англ. non-metropolitan district) со статусом «сити» в графстве Кент (Англия). Административный центр — город Кентербери.

## География
Район расположен в северо-восточной части графства Кент на побережье Северного моря.

## История
Район был образован 1 апреля 1974 года путём присоединения к сити Кентербери городских районов (англ. Urban district) Уитстабл, Херн-Бэй и сельского района (англ. Rural District) Бридж-Блин.

## Состав
В состав района входят 4 города:
- Кентербери
- Уитстабл
- Фордуич
- Херн-Бэй

и 25 общин (англ. civil parish).